# Arrondissement de Puget-Théniers
L'arrondissement de Puget-Théniers est une ancienne division administrative des Alpes-Maritimes. Il a été créé à deux reprises : sous Napoléon Ier, entre 1793 et 1814, au sein du premier département des Alpes-Maritimes, puis le 23 juin 1860, lors du rattachement du comté de Nice à la France et de la création du second département des Alpes-Maritimes. Il sera supprimé en 1926 et rattaché à l’arrondissement de Nice pour des raisons d'économie.

## Composition
Liste des cantons de l’arrondissement de Puget-Théniers :
1. canton de Beuil ;
2. canton de Gilette ;
3. canton de Saint-Sauveur-sur-Tinée ;
4. canton de Guillaumes ;
5. canton de Puget-Théniers ;
6. canton de Roquestéron ;
7. canton de Saint-Étienne-de-Tinée ;
8. canton de Villars-sur-Var.

1793 (arr. de Puget-Théniers en bleu)
1801 (arr. de Puget-Théniers en bleu)
1805 (arr. de Puget-Théniers en bleu)
1860 (arr. de Puget-Théniers en bleu)

## Sous-préfets
Le premier sous-préfet de Puget-Théniers (en 1800) fut Jean Dominique Blanqui (1757-1832).

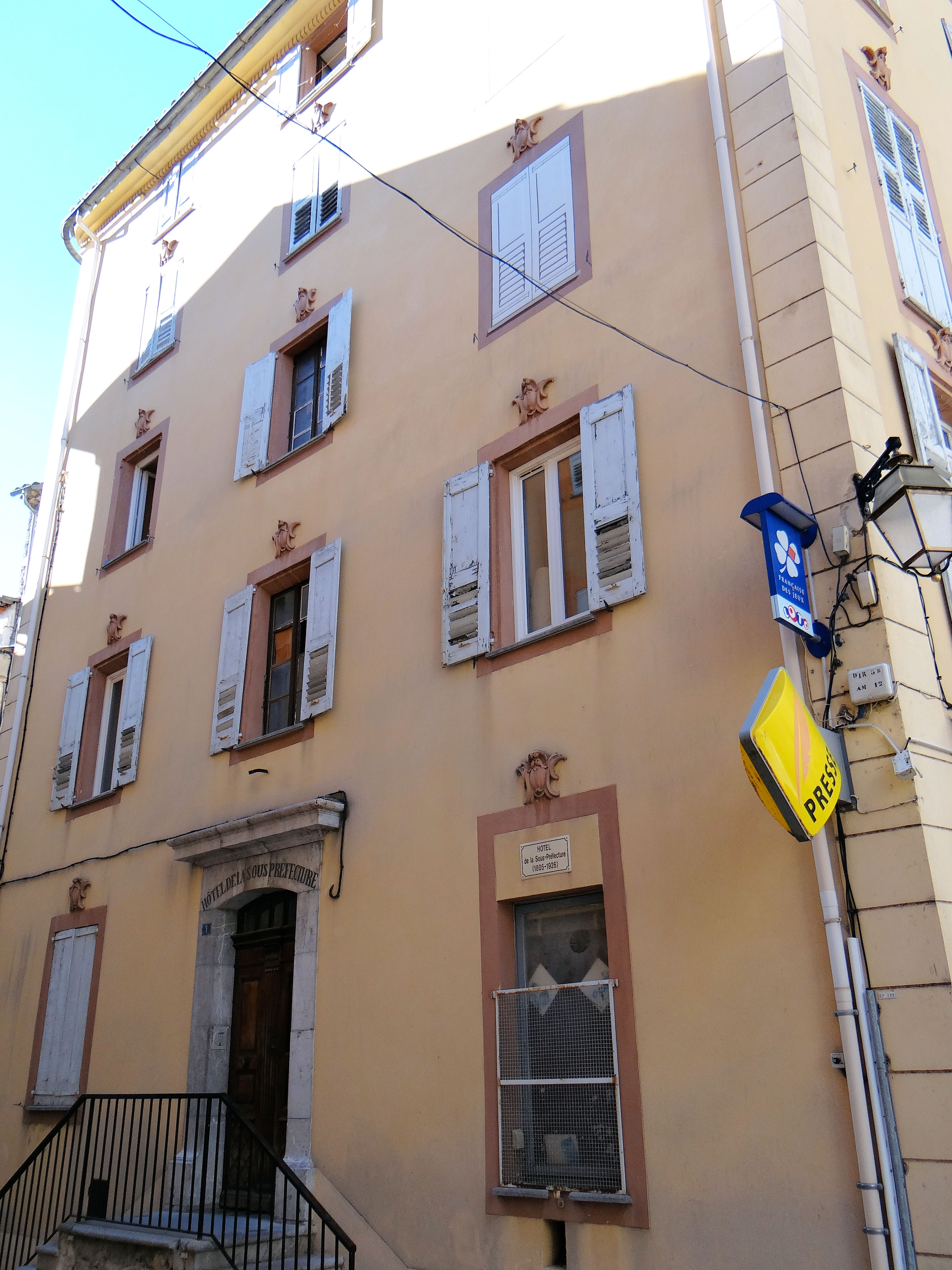
Ancien hôtel de sous-préfecture, à Puget-Théniers
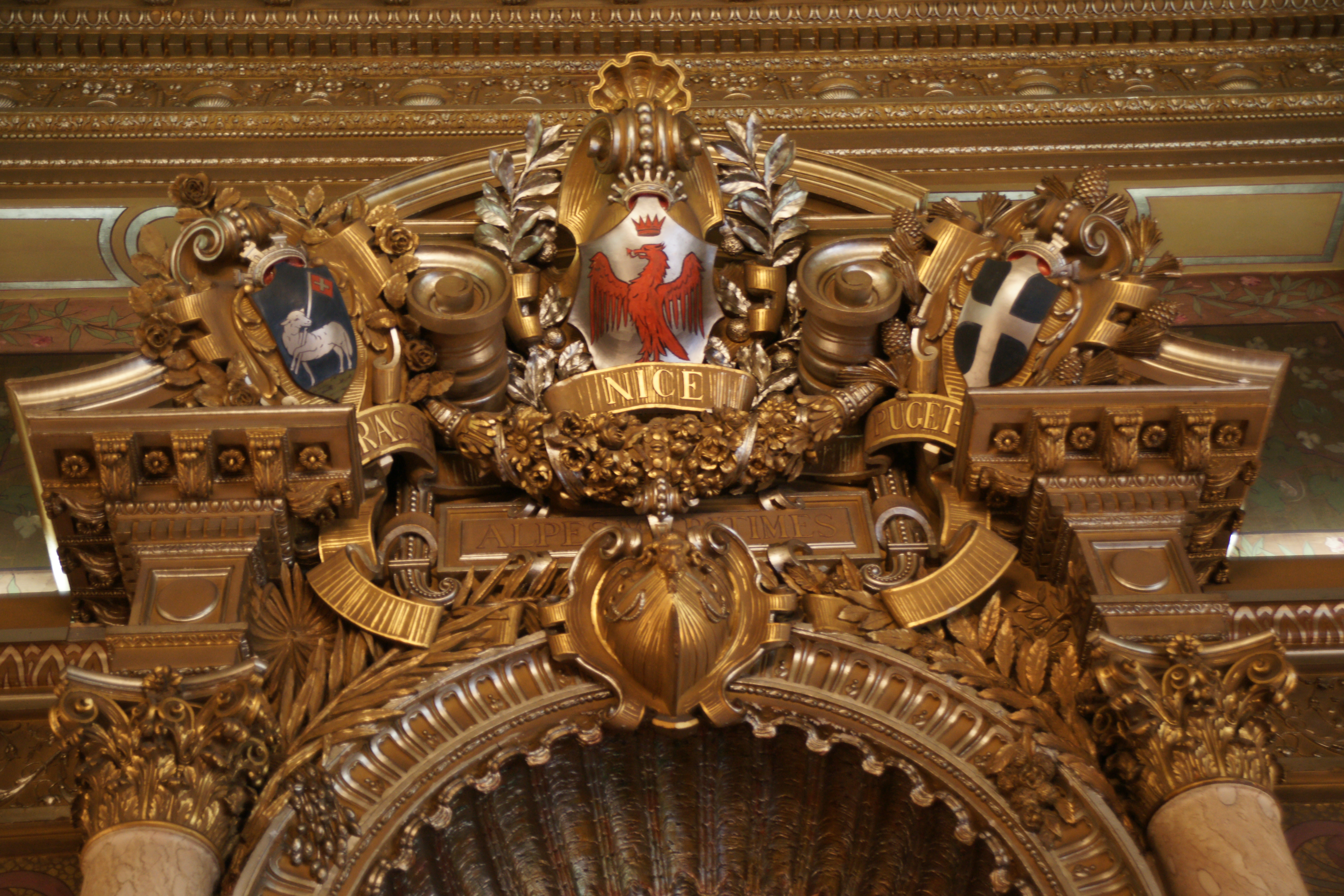
Détail de la décoration du palais des ducs de Savoie (à Nice), de gauche à droite : armes de Grasse (sous-préfecture), de Nice (préfecture), et de Puget-Théniers (sous-préfecture jusqu’en 1926)

## Historique des députations
Par loi du 30 novembre 1875, le scrutin d'arrondissement (uninominal majoritaire à deux tours) est établi au sein de la IIIe République. Il s'agit du mode de scrutin des élections législatives jusqu'en 1936, excepté en 1885 et de 1919 à 1927.
| Législature | Début de mandat  | Fin de mandat   | Député | Député                | Tendance | Observations                                             | Sources |
| ----------- | ---------------- | --------------- | ------ | --------------------- | -------- | -------------------------------------------------------- | ------- |
| Ire         | 8 mars 1876      | 25 juin 1877    |        | Henry Lefèvre         | UR       |                                                          |         |
| IIe         | 7 novembre 1877  | 2 janvier 1878  |        | Louis Decazes         |          | Election invalidée en raison de nombreuses irrégularités |         |
| IIe         | 2 février 1878   | 27 octobre 1881 |        | Émile Récipon         | UR       |                                                          |         |
| IIIe        | 20 octobre 1881  | 9 novembre 1885 |        | Émile Récipon         | UR       |                                                          |         |
| Ve          | 12 novembre 1889 | 12 avril 1892   |        | Théophile David       | ULR      | Décès le 12 avril 1892                                   |         |
| Ve          | 19 juin 1892     | 14 octobre 1893 |        | Arthur Malausséna     | RP       |                                                          |         |
| VIe         | 15 octobre 1893  | 31 mai 1898     |        | Raphaël Bischoffsheim | ULR      |                                                          |         |
| VIIe        | 1er juin 1898    | 31 mai 1902     |        | Raphaël Bischoffsheim | ULR      |                                                          |         |
| VIIIe       | 1er juin 1902    | 31 mai 1906     |        | Raphaël Bischoffsheim | ULR      |                                                          |         |
| IXe         | 1er juin 1906    | 31 mai 1910     |        | Alfred Donadei        | GR       |                                                          |         |
| Xe          | 1er juin 1910    | 31 mai 1914     |        | Alfred Donadei        | GR       |                                                          |         |
| XIe         | 1er juin 1914    | 7 décembre 1919 |        | Alexandre Durandy     | GR       |                                                          | [ 1 ]   |